# Сражение при Геинс-Милл
Сражение у мельницы Гейнса (англ. Battle of Gaines’ Mill) известное также как первое сражение при Колд-Харборе или сражение на Чикахомини или Чикаомини, произошло 27 июня 1862 года в округе Хановер, Виргиния и было третьим из семи сражений Семидневной битвы, которая, в свою очередь, была частью Кампании на полуострове в ходе американской гражданской войны. Гейнс-Милл стало самым серьёзным сражением Семидневной битвы и самой крупной атакой за всю войну — в ней участвовало 57 000 человек в составе шести дивизий.
После ничейного исхода сражения на Бивер-Дам-Крике днем ранее, генерал Ли решил повторить атаку на правый фланг федеральной армии, которая была отрезана рекой Чикахомини от своих основных сил. Правым флангом командовал генерал Фицджон Портер, корпус которого занял сильные позиции за болотом Боатсвейн. В тот день этот корпус выдержал две атаки — сначала атаку дивизии Хилла, потом — атаку дивизии Юэлла. И только третья атака, в которой отличилась техасская бригада, заставила Портера отступить. Это сражение произошло примерно в том же самом месте, что и сражение при Колд-Харборе (1864) и примерно с тем же количеством жертв.

## Предыстория
Пятый Корпус генерала Портера занимал удобные позиции на плато к юго-востоку от мельницы Гейнса. Левый фланг обороняла дивизия Морелла: бригады Джона Мартиндейла (6 полков), Чарльза Гриффина (4 полка), Дэниеля Баттерфилда (6 полков), 4 артбатареи Уильяма Уидена и снайперский полк Хайрема Бердана. Правый фланг обороняла дивизия Джорджа Сайкса: бригады Роберта Бьюкенена (4 полка), Чарльза Ловелла (5 полков), Говернора Уоррена (2 полка) и две батареи Стивена Уида. В резерве стояла дивизия Джорджа МакКолла: бригады Джона Рейнольдса (5 пенсильванских полков), Джорджа Мида (4 пенсильванских полка), Трумана Сеймура (4 пенсильванских полка), 4 батареи и кавполк Джеймса Чайлдса. Так же в резерве находилась дивизия Генри Слокама из VI корпуса: бригады Джорджа Тейлора, Джозефа Барлетта, Джона Ньютона и три батареи.

### План Ли
План генерала Ли на 27 июля заключался в том, чтобы атаковать с фронта силами дивизий Э. П. Хилла и Лонгстрита, а дивизии Джексона и Дэниеля Хилла направить на правый фланг и тыл противника. Ли сам отправился в Вэлнат-Гроув-Чёрч, нашёл Джексона и изложил ему этот план, согласно которому Джексон должен был двигаться к перекрестку у Олд-Колд-Харбор. Однако, Ли имел не вполне верное представление о диспозиции Портера. Он предполагал, что Портер стоит на Поуайт-Крик, в то время как Портер стоял полукилометром восточнее.

## Сражение

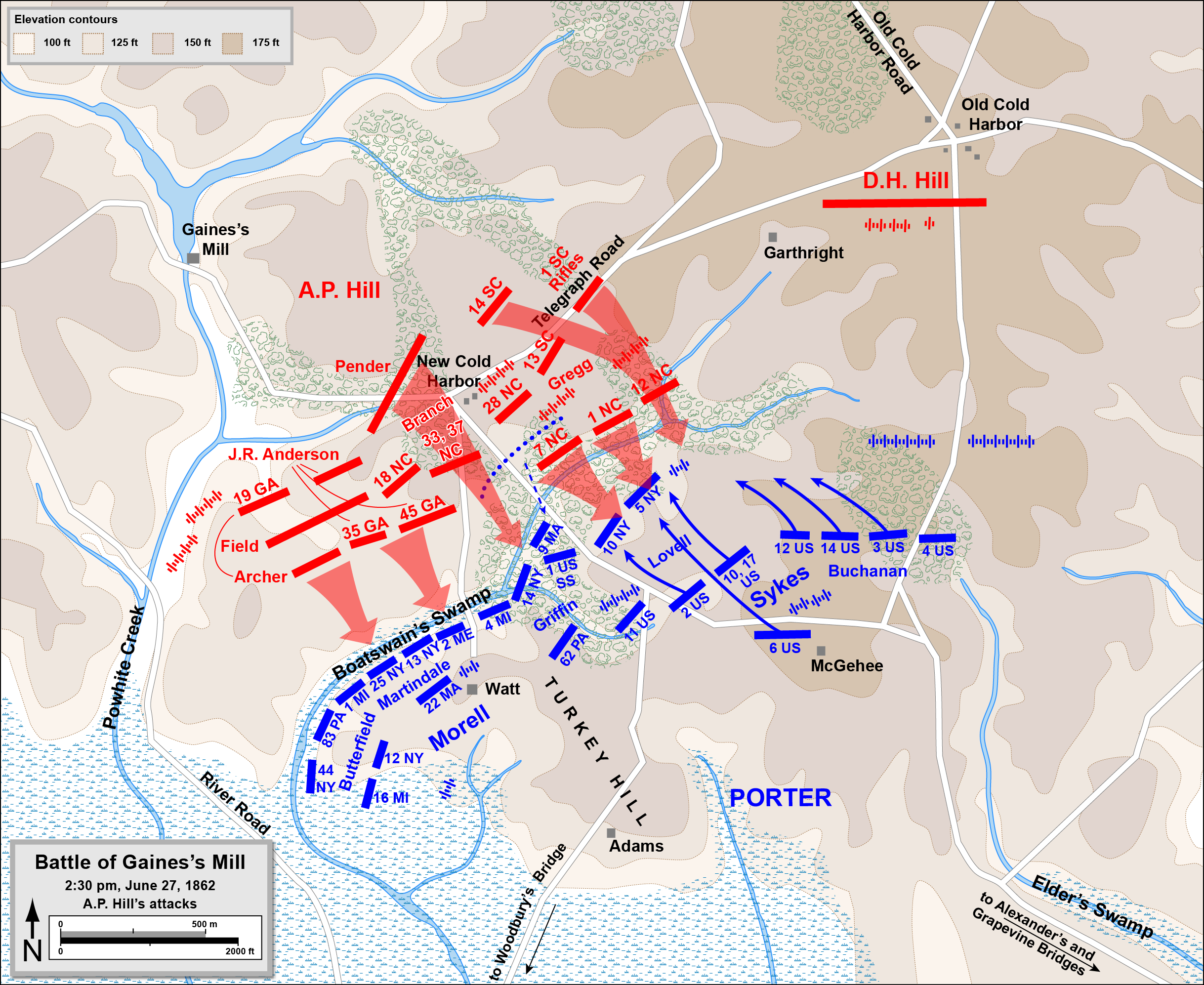
Атака Хилла при Гэинс-Милл

Первые выстрелы прозвучали между полуднем и часом дня 27 июня, когда дивизия Дэниеля Хилла подошла к Олд-Колд-Харбор, предполагая встретить там дивизию Джексона. Хилл с двумя бригадами миновал перекресток и неожиданно попал под ружейный обстрел. Он выдвинул вперед алабамскую артиллерийскую батарею Джеффа Дэвиса, но его огонь был быстро подавлен двумя батареями по шесть орудий из федеральной дивизии Джорджа Сайкса. Дэниель Хилл был удивлен таким сопротивлением и решил, что вместо фланга вышел к фронту федеральной армии. Поэтому он решил подождать появления генерала Джексона.
Рано утром Эмброуз Хилл отправил свою «Лёгкую дивизию» в атаку через Бэвердэм-Крик, но на этот раз встретил слабое сопротивление. Продолжая наступление, его передовая бригада (Макси Грегга) натолкнулась на сопротивление 9-го массачусетского полка у Гейнс-Милл. Корпус Портера расположился вдоль Боцманской реки и болотистой равнины, которые представляли собой серьёзное препятствие для атакующих. Бригады Макси Грегга, Уильяма Пендера, Джозефа Андерсона и Лоуренса О’Брайана Брэнча пытались атаковать, но безуспешно. 1-й южнокаролинский полк атаковал массачусетскую батарею, но был отброшен зуавами из 5-го нью-йоркского, потеряла почти половину своего состава — 76 человек было убито, 221 ранен, 58 попало в плен. Это были самые крупные полковые потери в тот день.
Подошедшие части Лонгстрита встали южнее частей Хилла, но Лонгстрит не решился атаковать по такой местности и стал дожидаться частей Джексона.
Однако, Джексон опоздал и на этот раз. Его проводник, рядовой Генри Тимберлейк из 4-го вирджинского полка, неправильно понял намерения Джексона и повел его по неверной дороге, из-за чего был потерян час времени. Когда же они нашли дорогу на Олд-Колд-Харбор, то обнаружилось, что она перекрыта поваленными деревьями. Первой из дивизий Джексона на поле боя подошла дивизия Юэлла, которую встретил адъютант генерала Ли, Уолтер Тейлор, и сообщил им, что они должны вступить в бой незамедлительно. Между тем Ли решил, что Портер может контратаковать ослабленные части Э. П. Хилла, поэтому приказал Лонгстриту провести небольшую диверсию, чтобы оттянуть время до прихода Джексона. Проводя эту диверсионную атаку, бригада Джорджа Пикетта пошла во фронтальное наступление и была отбита с большими потерями. Президент Джефферсон Дэвис присутствовал на поле боя и был свидетелем этой неудачи.

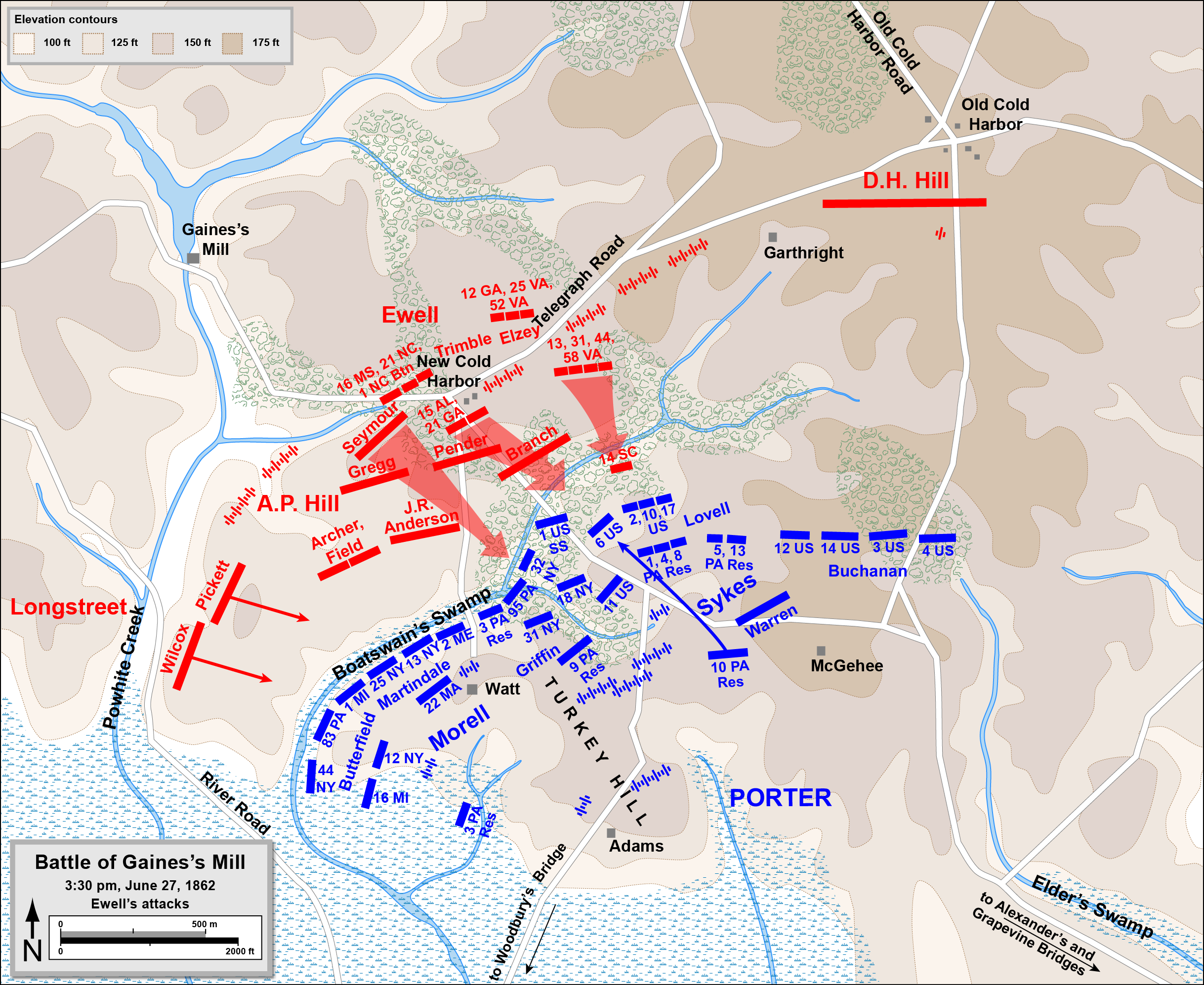
Атака дивизии Юэлла

Юэлл начал атаку согласно приказу, в 15:30, не дожидаясь сосредоточения всех частей своей дивизии. Он послал вперед луизианскую бригаду Исаака Сеймура, которой в тот день командовал вместо Ричарда Тейлора. У Сеймура была мало опыта, и его бригада нерешительно шла через болота и совсем растерялась, когда сам Сеймур был убит винтовочной пулей. Тогда майор Уит, командир «луизианских тигров», возглавил бригаду, но и он сразу же был убит пулей в голову. Луизианцы сразу же отступили. Юэлл послал в бой два полка из бригады Исаака Тримбла, но и они не смогли пройти болота и отступили, потеряв 20 % своего состава. В это время Портер как раз начал получать дополнительные части из корпуса Слокама. Портер просил помочь ещё чем-нибудь, но МакКлеллан послал ему только две бригады из корпуса Самнера, которые появились у Гейнс-Милл лишь через 3 часа.
Наконец, подошли остальные части Джексона — весь день они блуждали в поисках нужной дороги. Джексон решил не вмешиваться в сражение во избежание недоразумений, но получил прямой приказ от генерала Ли и в 19:00 начал атаку. В ней было задействовано 16 бригад, 32 100 человек против 34 000 человек корпуса Портера. Южане бросились в атаку на фронте в 2,2 мили. На левом фланге наступала дивизия Дэниеля Хилла, которая встретила сопротивление дивизии Сайкса. В центре наступала джорджианская бригада Лаутона — это было их первое сражение. Их атаку поддержала бригада каменной стены и бригада Тримбла.
Правый фланг, которым командовал Лонгстрит, был вынужден наступать на самом сложном участке, через болота. Лонгстрит потом писал, что «противник мог только мечтать, чтобы мы атаковали этот участок». На этом участке наступала дивизия Уильяма Уайтинга и именно она сумела проломить оборону противника — уже на закате. Прорыв осуществила техасская бригада Джона Худа, который сделал себе имя в этот день и впоследствии был повышен до командира дивизии.

Во время этой атаки, когда более тысячи человек пали, убитые или раненые, от огня противника, и когда четырнадцать стволов артиллерии было захвачено, 4-й техасский, под командованием генерала Худа, первым прорвался за укрепления и захватил орудия. Однако, даже выбитые из укреплений этой стремительной, демонстрирующей отвагу и доблесть атакой, дисциплинированные федералы продолжали упорно сопротивляться, отступая с боем.
Оригинальный текст (англ.)– In this charge in which upwards of a thousand men fell, killed and wounded, before the fire of the enemy, and in which fourteen pieces of artillery and nearly a regiment were captured, the Fourth Texas, under the lead of General Hood, was the first to pierce these strongholds and seize the guns. Although swept from their defences by this rapid and almost matchless display of daring and desperate valor, the well disciplined Federals continued in retreat to fight with stubborn resistance.

Бригада Пикетта наступала правее Худа и тоже удачно. На помощь Портеру подошли бригады Томаса Мигера и Уильяма Френча, но было уже поздно и все, что они могли, это прикрыть отступающие части Портера. Во время этого отступления был окружен батальон 5-го кавалерийского полка под ком. Чарльза Уайтинга, который пытался атаковать бригаду Худа. Интересно, что Худ служил в этом полку до войны, а Уайтинг был командиром его роты в то время.
Ночью, в 04:00 Портер переправил войска на южный берег Чикахомини и сжег мосты.
Между тем весь этот день Магрудер водил за нос МакКлеллана, предпринимая небольшие диверсионные атаки на своем правом фланге. Он отвлек на себя 60 000 человек федеральной армии, в то время как все самое важное происходило на северном берегу Чикахомини.

## Последствия
В этом сражении армия Ли одержала свою единственную несомненную тактическую победу. Задействованные в бою части Союза (34 214 чел.) потеряли 894 человека убитыми, 3107 ранеными и 2836 пленными. наступающие части Ли (57 018 чел.) потеряли убитыми 1483 человека, ранеными 6402, пленными 108. Эта первая победа генерала Ли могла бы быть более эффективной, если бы не действия Джексона и его штаба. Артиллерийский офицер Конфедерации Эдвард Александер впоследствии писал: «Если бы Джексон атаковал сразу по прибытии, или вместе с Э. П. Хиллом, мы бы добились легкой победы — возможно, взяли бы в плен большую часть отряда Портера.»
Неудача сильно обеспокоила генерала МакКлеллана, который начал ускорено отступать к реке Джеймс. Гейнс-Милл стало психологической победой Конфедерации: в этот день стало видно, что Ричмонд спасен. На следующий день, 28-го июня МакКлеллан писал в Вашингтон: «Я проиграл сражение, потому что мои силы слишком малы». Линкольн ответил: «Спасите свою армию, что бы не случилось. Если вы будете разбиты — это цена, которую мы заплатили за то, что враг ещё не в Вашингтоне.»

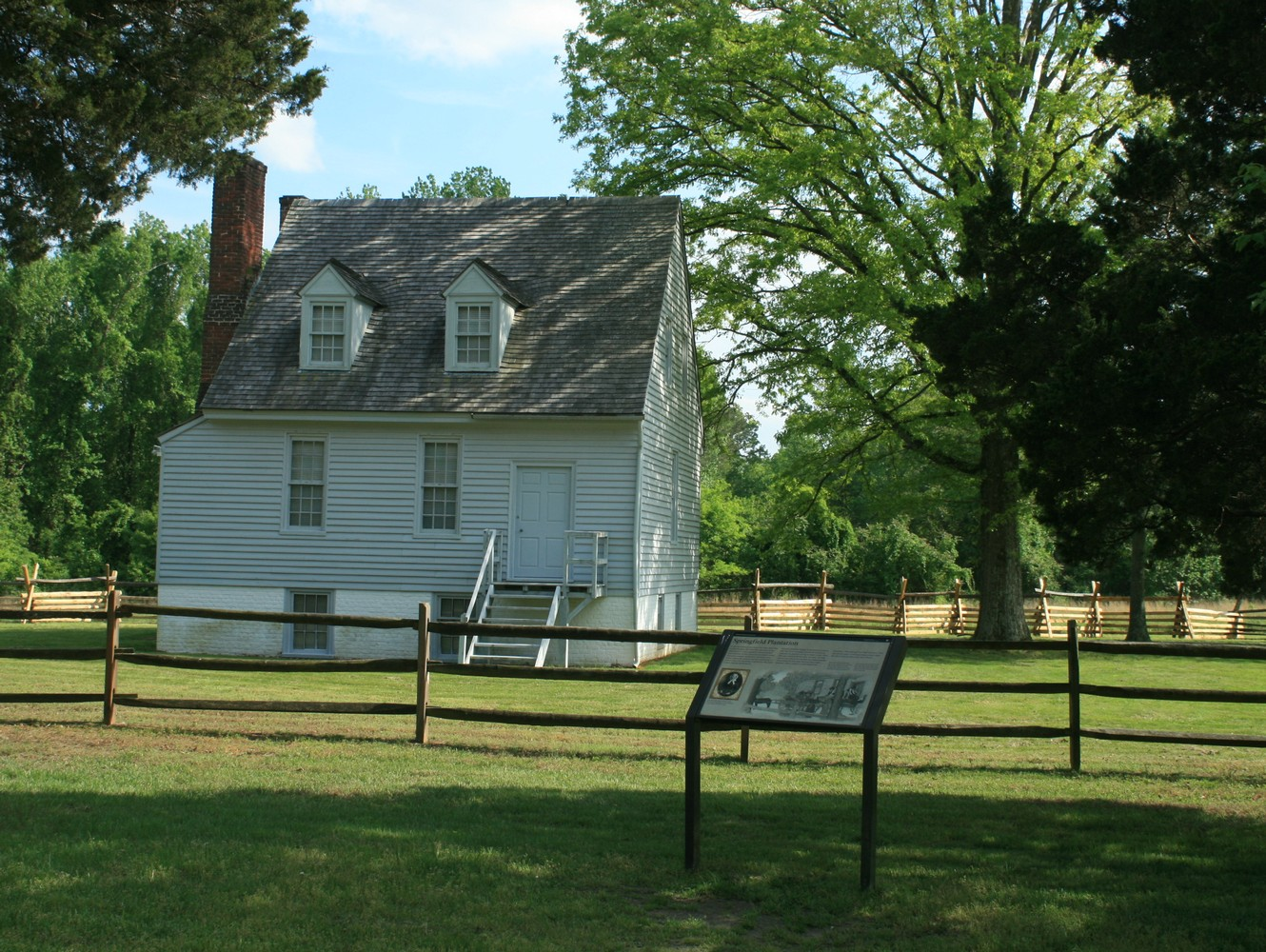
Дом Уатта
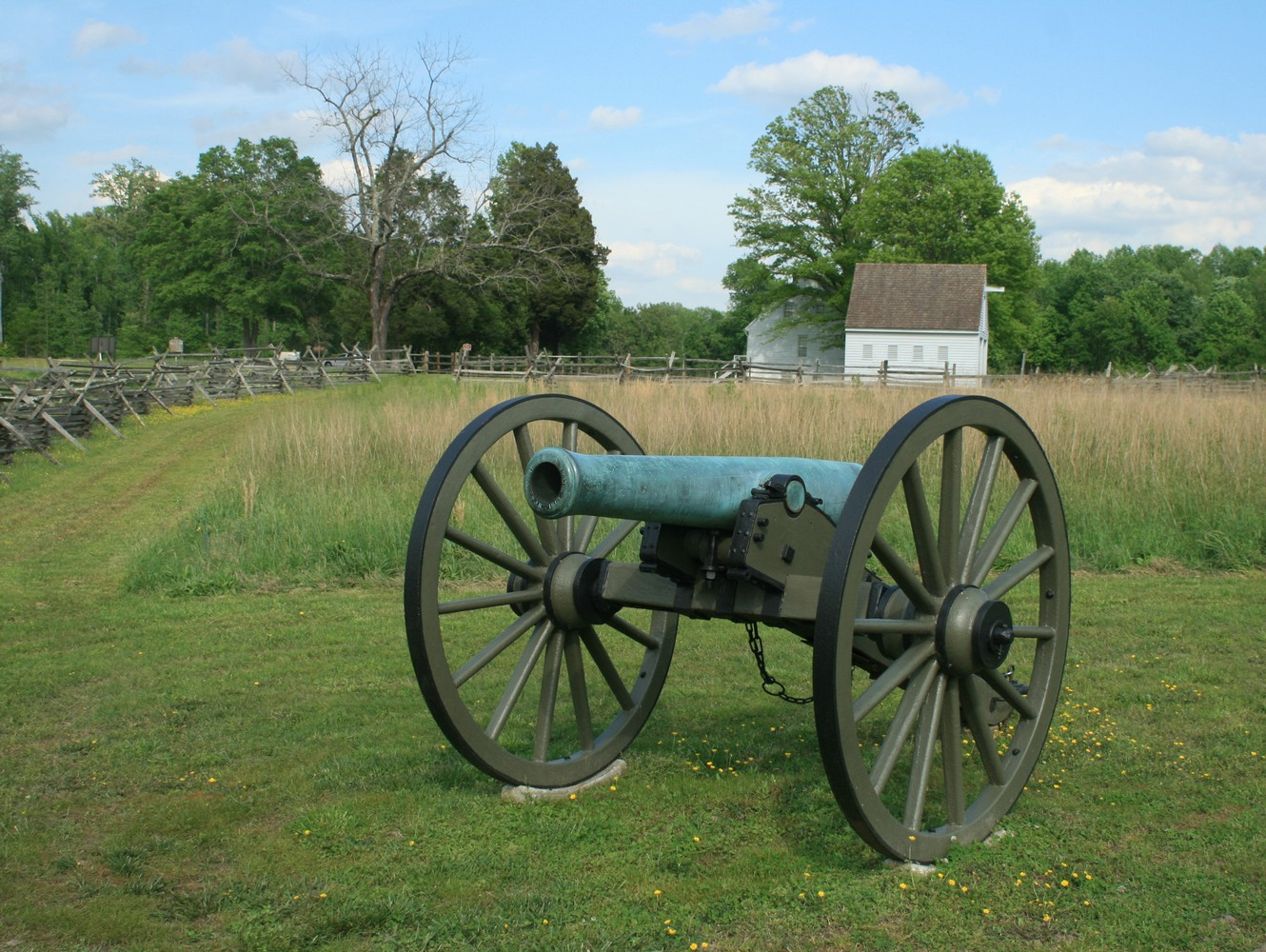
Орудие батареи Хайда
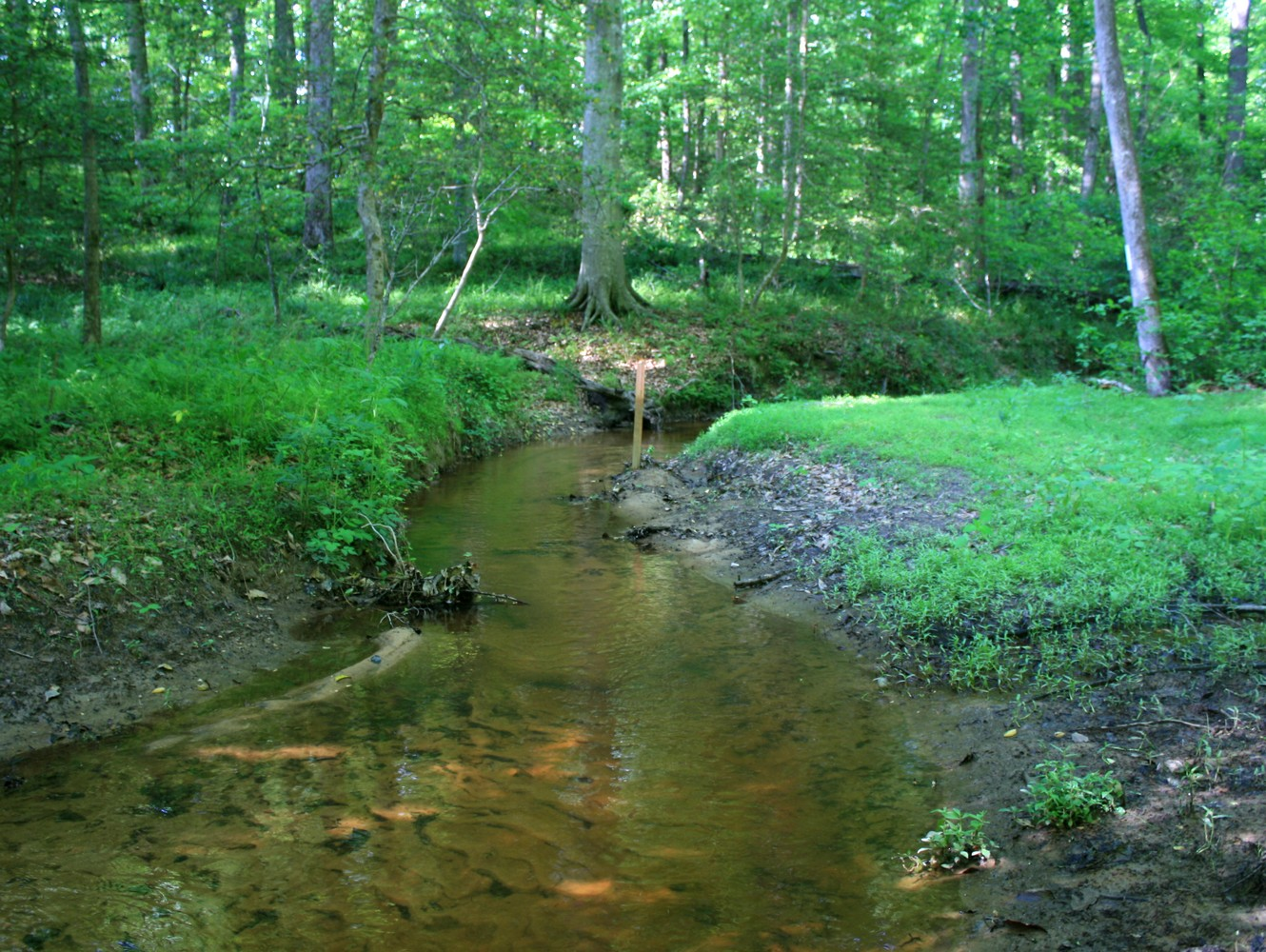
Боатсвейн-Крик
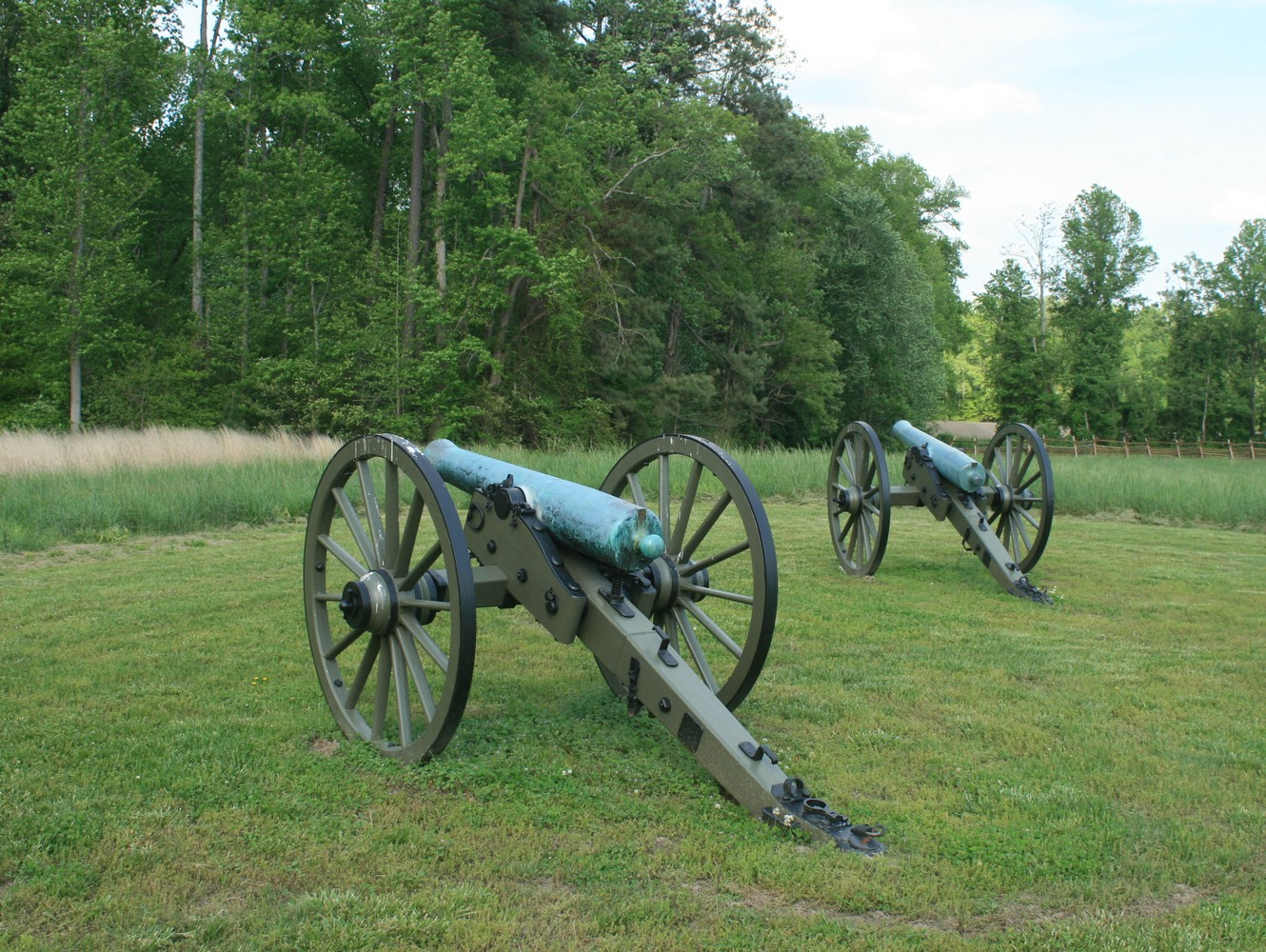
Орудие батареи Уидера